# Peter Brenner (Bauingenieur)

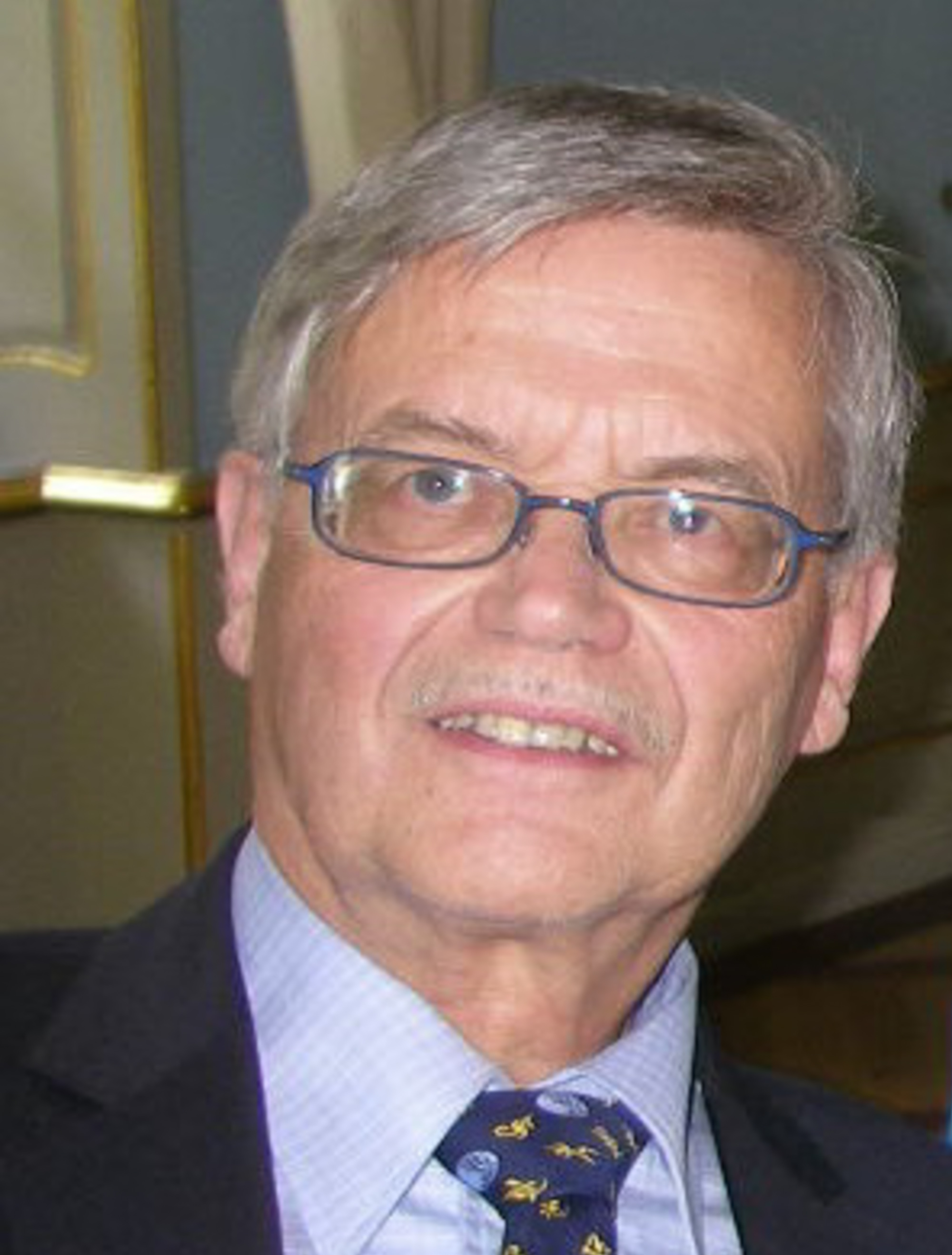
Peter Brenner (2009)

Rolf Peter Brenner (* 14. Dezember 1937 in Frauenfeld; † 31. März 2019 in Weinfelden) war ein Schweizer Bauingenieur, Geologe und Autor.

## Leben
Peter Brenner ist in Weinfelden, Kanton Thurgau aufgewachsen und hat dort die Grundschulen absolviert. Es folgte der Besuch der Kantonsschule Frauenfeld (Gymnasium), wo er mit der Matura abschloss. Danach begann er das Studium des Bauingenieurwesens an der ETH Zürich, welches er 1962 mit Bestnoten in allen Fächern beendete. Erste Berufserfahrungen erwarb er sich bei der Firma Conrad Zschokke in Genf und anschliessend bei Dames & Moore in San Francisco, Kalifornien. Von 1966 bis 1971 studierte er an der University of Michigan, Ann Arbor, USA, auf den Gebieten der Bodenmechanik und Bodendynamik. Seine Doktorarbeit befasste sich mit dem Einfluss von Bepflanzung auf die Stabilität von Hanglagen. Seine Promotion zum Ph.D. erfolgte 1971. Daraufhin kehrt er in die Schweiz zurück. Für die Schweizer Armee studierte er die Wirkung nuklearer Explosionen auf den Boden und befestigte unterirdische Bauten.
Ab 1974 war er am Asian Institute of Technology (AIT) in Bangkok, Thailand, Professor in der Abteilung für Geotechnik und Direktor des Geotechniklabors. Dabei befasste er sich eingehend mit den geotechnischen Problemen von weichen Tonablagerungen im Grossraum Bangkok wie beispielsweise dem neuen Suvarnabhumi Airport in Bangkok. Während seiner siebenjährigen Lehr- und Forschungstätigkeit am AIT leistete er einen wesentlichen Beitrag zur entsprechenden Ausbildung von Master-Studenten aus vielen asiatischen Entwicklungsländern. Nach Rückkehr in die Schweiz arbeitete er ab 1981 für die Firma Elektrowatt Ingenieurunternehmung AG (heute Pöyry Schweiz AG) in Zürich.
Seine Tätigkeit als Experte für geotechnische Probleme bei grossen Schüttdämmen übte er in über 30 verschiedenen Ländern aus. Er engagierte sich in mehreren Fachorganisationen. So war er Vorsitzender des Komitees für Dammfundationen der Internationale Kommission für große Talsperren (ICOLD). Zahlreiche Publikationen zeugen von seiner Schaffenskraft und der Anerkennung durch Fachkollegen. Als selbstständiger Experte erhielt er Aufträge bis 2015, aus welchem Jahr auch seine letzte Publikation stammt. Er pflegte weiterhin engen Kontakt mit der Geotechnikabteilung am AIT.
Brenner hinterlässt Ehefrau, Tochter und Sohn.

## Mitgliedschaften
- Fellow der American Society of Civil Engineers (ASCE)
- Association of Geoscientists for International Development
- früherer Vorsitzender des Komitees für Dammfundationen der Internationale Kommission für große Talsperren (ICOLD)[6]
- International Association of Engineering Geology (IAEG)
- Fellow der Geological Society of London
- International Society for Soil Mechanics and Geotechnical Engineering
- Earthquake Engineering Research Institute (USA)

- Odd Fellows Henri-Dunant-Lodge Nr. 25[1]

## Publikationen, Auswahl
- R. P. Brenner: Liquefaktion (Bodenverflüssigung) als Folge von Erdbeben (oder Atombeben). (= Forschungsinstitut für Militärische Bautechnik. 71-14). 1971.
- R. P. Brenner: A Hydrological Model Study of a Forested and a Cutover Slope. In: Hydrological Sciences Bulletin. Band 18, No. 2, 1973, S. 125–144.
- R. P. Brenner, B. Chittikuladilok: Vibrations from Pile Driving in the Bangkok Are. In: Geotechnical Engineering. Band 6, No. 2, 1975, S. 167–197.
- E. W. Brand, R. P. Brenner: Soft Clay Engineering. Elsevier Science, 1981, ISBN 0-444-41784-2.
- Editorial Advisor Geotechnical Engineering. (Journal of the Southeast Asian Geotechnical Society)[7][8]
- D. Abolhassani, R. P. Brenner, F. Bahrami-Samani: Unusual Behaviour of an Earth-Rockfill Dam. In: Proc. Second International Conference on Case Histories in Geotechnical Engineering, St. Louis, (3.01), Juni 1988.
- R. P. Brenner: Bohrlochversiegelung: Materialeigenschaften von hochverdichtetem Betonit mit Eignungsbeurteilung. Technischer Bericht 88-04, Nagra, 1988.
- R. P. Brenner, R. Straubhaar: The use of a platey, marly limestone in an embankment dam. In: The Engineering Geology of Weak Rock. GEOLOGICAL SOCIETY, UK, September 1990, S. 175–183. (gbv.de)
- R. P. Brenner, G. Eppinger, K. Mettier: Stollenversiegelung – Konzept und Machbarkeitsnachweis. Nagra 91-05, Elektrowatt Ingenieurunternehmung AG, Zürich. Januar 1991, DNB 910983550.[5]
- R. P. Brenner: ICOLD's Committee on Dam Foundations will review the state of the art of foundation engineerin. In: Int. Journal on Hydropower & Dams. Band 1, No. 5, 1994, S. 51–52.
- M. Watanabe, R. P. Brenner, S. Malla, N. Solomatine: Mudflows: Experience and Lessons learned from the Management of Major Disasters. United Nations Department of Humanitarian Affairs, Genf 1996.
- Committee on Dam Foundations (Chairman R.P. Brenner): Dam Foundations: Geologic Considerations, Investigation Methods, Treatment, Monitoring. Bulletin 129, Int. Commission on Large Dams (ICOLD), Paris 2005.
- M. Wieland, A. Bozovic, R. P. Brenner: Dam design - the effects of active faults. waterpowermagazine.com, 19. August 2008, abgerufen am 22. April 2019
- M. Wieland, R. P. Brenner: Life-span of concrete and embankment damsand economic benefits of dam safety projects. In: Chinese Journal of Geotechnical Engineering. Band 30, No. 11, 2008, S. 1692–1698.
- R. P. Brenner: Korrelationen für Kenngrössen bindiger Lockergesteine. In: Mitteilungen der Schweizerischen Gesellschaft für Boden- und Felsmechanik. No. 159, 2009, S. 5–14.
- S. Messerklinger, R. Straubhaar, R. P. Brenner, R. Herzog, J. Laue, S. M. Springman: Large.scale cyclic triaxial tests for the seismic safety assessment of a high earth-core rockfill dam. In: Proc. XV European Conference on Soil Mechanics and Geotechnical Engineering, Athens (Greece). Band 2, 2011, S. 1171–1176.
- R. P. Brenner: Technische Grundlagen zur Erhöhung von Schüttdämmen. In: Wasser Energie Luft. Band 104, Nr. 3, 2012, S. 220–227.
- M. Wieland, R. P. Brenner: Performance criteria for rockfill dams subjected to multiple seismic hazards. Q98, R.16, In: Proc. 25th Int. Congress on Large Dams, ICOLD, Stavanger, Norwegen, Juni 2015.